# 1. marinska divizija (ZDA)
Za druge 1. divizije glej 1. divizija.
1. marinska divizija je najstarejša, največja aktivna in najbolj odlikovana formacija divizijske velikosti Korpusa mornariške pehote ZDA.

## Zgodovina
Druga svetovna vojna
1. marinska divizija je bila aktivirana 1. februarja 1941 na bojni ladji USS Texas (BB-35). Divizija je sodelovala v prvi večji ameriški ofenzivi druge svetovne vojne: v bitki za Guadalcanal, za kar je prejela prvo predsedniško pohvalo enote; druge dve pohvali je prejela za bitki za Peleliu in Okinavo.
Korejska vojna
Začetek korejske vojne je zajel Korpus mornariške pehote ZDA nepripravljen; zaradi demobilizacije (zmanjšanje števila pripadnikov) in razoroževanja (uničevali orožje druge svetovne vojne; malo sodobnih orožij) je postal velik problem organizirati in opremiti enote za vojno. Sprvo so iz delov 1. marinske divizije in 1. marinskega letalskega krila ustanovili 1. začasno marinsko brigado. Sčasoma pa so popolnili tudi 1. divizijo.
Divizija je vodila izkrcanje pri Inčonu 15. septembra 1950, prvo večjo vojaško operacijo modrih čelad; za svoje dosežke je prejela še eno POU. 27. septembra istega leta je osvobodila Seul. Oktobra 1950 je izvedla še eno izkrcanje, tokrat pri Wonsanu. Novi POU je dobila za divizijski »napad v nasprotno smer«, ko se je v bitki za čosinski rezervoar ubranila sedem kitajskih divizij (Kitajci so v bitki izgubili okoli 37.000 mož). Za bitke med aprilom in septembrom je prejela že šesti POU.
2. bataljon 1. marinskega polka je bil poslan v Guantanamo Bay za dva meseca v letu 1962 v času kubanske raketne krize.
Vietnamska vojna
1965 je 7. marinski polk sodeloval v operacijah Starlite in Piranja, ki sta bili prvi dve večji akciji v Južnem Vietnamu. Marca 1966 je bilo poveljstvo divizije premaknjeno v Ču Laj. Junija je bila že celotna divizija v Južnem Vietnamu, v provincah Quang Tin in Quang Ngai. Med marcem in oktobrom 1966 in do maja 1967 je divizija izvedla 44 poimenovanih operacij. Med ofenzivo Tet leta 1968 je bila divizija vpletena v boje s tako enotami Vietkongom in Severnega Vietnama. Odbila je vse sovražnikove napade v svojem operacijskem področju.
Po šestih letih boja se je 1971 divizija vrnila v matično oporišče, Camp Pendleton. 1975 je podprla evakuacijo Saigona, tako da je priskrbela hrano in prenočišča v kampu za prihajajoče vietnamske begunce.
Puščavski ščit/nevihta
1990 je divizija predstavljala glavnino oboroženih sil, ki so bile poslane v jugovzhodno Azijo, ki so prišle v regijo kot odgovor na iraški napad na Kuvajt. Med operacijo Puščavski ščit je divizija podpirala 1. marinsko ekspedicijsko silo v obrambi Saudove Arabije. 1991 je divizija začela ofenzivo leta 1991 z ostalimi koalicijskimi silami v sklopu operacije Puščavska nevihta.
90. leta 20. stoletja
Neposredno po Parzijskem zalivu je bila divizija poslana v sklopu operacije Morski angel v Bangladeš, kjer so pomagali lokalnemu prebivalstvu po divjanju tajfuna; nato pa na Filipine, kjer je izbruhnil ognjenik Pinatubo (operacija Fiery Vigil). Decembra 1992 je bila napotena v Somalijo, kjer je sodelovala v operaciji Obnovitev upanja (pomoč lokalnemu prebivalstvu po epidemiji lakote).
Iraška vojna 2003
1. marinska divizija, pod poveljstvom generalmajorja Jamesa Mattisa, je bila ena od dveh največjih kopenskih oboroženih sil ZDA, ki sta sodelovali v uvodni invaziji na Irak leta 2003. Divizija je delovala v sestavi 1. marinske ekspedicijske sile; prodrla je do Bagdada, nato pa je zasedla še Tikrit. Po končani operaciji so jo namestili na jug Iraka, kjer je izvajala varnostne in stabilizacijske naloge.
Zatem je bila poslana na počitek v ZDA, a se je vrnila februarja 2004 in prevzela kontrolo nad provinco Al-Anbar v zahodnem Iraku. Divizija je predstavljala večinsko/vodilno enoto v operacijah Vigilant Resolve in Fantomski bes leta 2004.
26. januarja 2005 je bil sestreljen CH-53E Super Stallion s 30 pripadniki divizije in 1 mornarjem; vsi so umrli.
Kampanje
1. marinska divizija je sodelovala v naslednjih avtoriziranih kampanjah druge svetovne vojne:
- Guadalcanal-Tulagi izkrcanje (7.-9. avgust 1942)
- zajetje in obramba Guadalcanala (10. avgust - 8. december 1942)
- okupacija Fischhafna (2. oktober - 31. december 1943)
- Cape Gloucester (1. januar - 1. marec 1944)
- zavzetje in okupacija južnih palauskih otokov (15. september - 14. oktober 1944)
- napad in zavzetje Okinave (1. april - 30. junij 1945)
- Ljudska republika Kitajska (30. september 1945 - ?)

## Organizacija
Divizija danes deluje kot večnamenska, ekspedicijska pehotna sila v sklopu 1. marinske ekspedicijske sile. Izvaja izkrcanja in druge operativne postopke na kopnem.

## Sestava
1941
- 1. marinski polk
- 5. marinski polk
- 7. marinski polk
- 11. marinski polk
- 3. jurišni amfibicijski bataljon
- 1. lahki oklepni izvidniški bataljon
- 3. lahki oklepni izvidniški bataljon
- 1. bojnoinženirski bataljon
- 1. tankovski bataljon
- 1. izvidniški bataljon
- Prištabne enote:

- 1. bataljon posebnih orožij
- 1. stražna četa
- 1. protiletalska strojnična četa
- 1. komunikacijska četa
- 1. podporni bataljon
- 1. transportni bataljon

21. februar 1991
- prištabni bataljon
- Task Force Papa Bear (RCT 1)

- štab, 1. marinski polk
- 1. bataljon, 1. marinski polk
- četa B, 3. jurišnoamfibicijski bataljon
- 3. bataljon, 9. marinski polk (oslabljen)
- četa C, 3. jurišnoamfibicijski bataljon
- četa B, 1. tankovski bataljon
- odred za odstranjevanje ovir, 1. bojni inženirski bataljon
- 1. tankovski bataljon (oslabljen)
- četa I, 3. bataljon, 9. marinski polk
- inženirska bojna skupina (odred, 1. bojni inženirski bataljon)
- četa A, 1. bojni inženirski bataljon
- četa A, 7. inženirski podporni bataljon
- odred, 3. jurišnoamfibicijski bataljon (23 AAV P-7)
- 1. vod, baterija B, 3. zračnoobrambni bataljon proti nizkoletečim ciljem
- Task Force Ripper (RCT 7)
- Task Force Taro (RCT 3)
- Task Force Grizzly (RCT 4)
- Task Force Shepherd
- Task Force X-Ray
- 11. marinski polk
- 3. jurišni amfibicijski bataljon
- 1. izvidniški bataljon
- 1. bataljon, 25. marinski polk

2005
- prištabni bataljon
- 1. marinski polk
- 5. marinski polk
- 7. marinski polk
- 11. marinski polk
- 3. jurišni amfibicijski bataljon
- 1. lahki oklepni izvidniški bataljon
- 3. lahki oklepni izvidniški bataljon
- 1. bojnoinženirski bataljon
- 1. tankovski bataljon
- 1. izvidniški bataljon

## Pripadniki

### Poveljniki divizije
| 1.  | Generalmajor Holland M. Smith            |  | (1. februar 1941 – 13. junij 1941)        |
| 2.  | Generalmajor Philip H. Torrey            |  | (14. junij 1941 – 22. marec 1942)         |
| 3.  | Generalmajor Alexander Archer Vandegrift |  | (23. marec 1942 – 7. julij 1943)          |
| 4.  | Generalmajor William H. Rupertus         |  | (8. julij 1943 – 1. november 1944)        |
| 5.  | Generalmajor Pedro A. del Valle          |  | (2. november 1944 – 8. avgust 1945)       |
| 6.  | Generalmajor DeWitt Peck                 |  | (9. avgust 1945 – 9. junij 1946)          |
| 7.  | Generalmajor Keller E. Rockey            |  | (10. junij 1946 – 17. september 1946)     |
| 8.  | Generalmajor Samuel L. Howard            |  | (18. september 1946 – 18. junij 1947)     |
| 9.  | Polkovnik A. B. Lasswell (začasno)       |  | (19. junij 1947 – 6. julij 1947)          |
| 10. | Generalmajor Graves B. Erskine           |  | (7. julij [[1947 – 25. julij 1950)        |
| 11. | Generalmajor Oliver P. Smith             |  | (26. julij 1950 – 23. februar 1951)       |
| 12. | Brigadni general Lewis Burwell Puller    |  | (24. februar 1951 – 4. marec 1951)        |
| 13. | Generalmajor Oliver P. Smith             |  | (5. marec 1951 – 26. april 1951)          |
| 14. | Generalmajor Gerald C. Thomas            |  | (27. april 1951 – 10. januar 1952)        |
| 15. | Generalmajor John T. Selden              |  | (11. januar 1952 – 28. avgust 1952)       |
| 16. | Generalmajor Ewin A. Pollock             |  | (29. avgust 1952 – 14. junij 1953)        |
| 17. | Generalmajor Randolph McCall Pate        |  | (15. junij 1953 – 11. maj 1954)           |
| 18. | Generalmajor Robert H. Pepper            |  | (12. maj 1954 – 23. julij 1954)           |
| 19. | Generalmajor Robert E. Hogaboom          |  | (24. julij 1954 – 16. januar 1955)        |
| 20. | Generalmajor Merrill B. Twining          |  | (17. januar 1955 – 17. avgust 1956)       |
| 21. | Generalmajor Robert O. Bare              |  | (18. avgust 1956 – 28. junij 1957)        |
| 22. | Generalmajor David Monroe Shoup          |  | (29. junij 1957 – 2. januar 1958)         |
| 23. | Brigadni general Harvey C. Tschrgi       |  | (3. januar 1958 – 4. februar 1958)        |
| 24. | Generalmajor Edward W. Snedeker          |  | (5. februar 1958 – 7. oktober 1959)       |
| 25. | Brigadni general Thomas F. Riley         |  | (8. oktober 1959 – 13. november 1959)     |
| 26. | Generalmajor Henry R. Paige              |  | (14. november 1959 – 6. junij 1961)       |
| 27. | Brigadni general Frederick E. Leek       |  | (7. junij 1961 – 30. junij 1961)          |
| 28. | Generalmajor James M. Masters starejši   |  | (1. julij 1961 – 14. junij 1962)          |
| 29. | Generalmajor Herman Nickerson mlajši     |  | (15. junij 1962 – 9. april 1963)          |
| 30. | Generalmajor W. T. Fairbourn             |  | (10. april 1963 – 8. julij 1965)          |
| 31. | Brigadni general Edward H. Hurst         |  | (9. julij 1965 – 10. avgust 1965)         |
| 32. | Generalmajor Lewis J. Fields             |  | (11. avgust 1965 – 30. september 1966)    |
| 33. | Generalmajor Herman Nickerson mlajši     |  | (1. oktober 1966 – 31. maj 1967)          |
| 34. | Generalmajor Donn J. Robertson           |  | (1. junij 1967 – 27. junij 1968)          |
| 35. | Generalmajor Carl A. Youngdale           |  | (28. junij 1968 – 15. december 1968)      |
| 36. | Generalmajor Ormond R. Simpson           |  | (16. december 1968 – 15. december 1969)   |
| 37. | Generalmajor Edwin B. Wheeler            |  | (16. december 1969 – 26. april 1970)      |
| 38. | Generalmajor Charles F. Widdecke         |  | (27. april 1970 – 29. april 1971)         |
| 39. | Generalmajor Ross T. Dwyer               |  | (30. april 1971 – 10. avgust 1972)        |
| 40. | Brigadni general Adolph G. Schwenk       |  | (11. avgust 1972 – 1. maj 1973)           |
| 41. | Generalmajor Kenneth J. Houghton         |  | (2. maj 1973 – 12. avgust 1974)           |
| 42. | Brigadni general William L. McCulloch    |  | (13. avgust 1974 – 2. junij 1975)         |
| 43. | Generalmajor Charles D. Mize             |  | (3. junij 1975 – 20. julij 1976)          |
| 44. | Generalmajor Edward A. Wilcox            |  | (21. julij 1976 – 5. julij 1977)          |
| 45. | Brigadni general Marc A. Moore           |  | (6. julij 1977 – 7. avgust 1977)          |
| 46. | Generalmajor Charles L. Cooper           |  | (8. avgust 1977 – 8. avgust 1979)         |
| 47. | Generalmajor Francis X. Quinn            |  | (9. avgust 1979 – 31. julij 1980)         |
| 48. | Generalmajor James L. Day                |  | (1. avgust 1980 – 12. avgust 1982)        |
| 49. | Generalmajor Ernest C. Cheatham          |  | (13. avgust 1982 – 12. junij 1985)        |
| 50. | Generalmajor Clyde D. Dean               |  | (13. junij 1985 – 23. april 1986)         |
| 51. | Brigadni general Matthew T. Cooper       |  | (24. april 1986 – 13. avgust 1986)        |
| 52. | Generalmajor J. J. McMonagle             |  | (14. avgust 1986 – 19. junij 1988)        |
| 53. | Generalmajor John P. Monahan             |  | (20. julij 1988 – 7. avgust 1990)         |
| 54. | Generalmajor James M. Myatt              |  | (8. avgust 1990 – 8. julij 1992)          |
| 55. | Generalmajor Charles E. Wilhelm          |  | (9. julij 1992 – 21. julij 1994)          |
| 56. | Generalmajor Frank Libutti               |  | (22. julij 1994 – 6. junij 1996)          |
| 57. | Generalmajor John H. Admire              |  | (7. junij 1996 – 24. julij 1998)          |
| 58. | Generalmajor Michael W. Hagee            |  | (25. julij 1998 – 12. maj 1999)           |
| 59. | Generalmajor Gregory S. Newbold          |  | (13. maj 1999 – 10. julij 2000)           |
| 60. | Generalmajor James T. Conway             |  | (11. julij 2000 – 1. avgust 2002)         |
| 61. | Generalmajor James N. Mattis             |  | (2. avgust 2002 – 19. avgust 2004)        |
| 62. | Generalmajor Richard F. Natonski         |  | (20. avgust 2004 – 8. avgust 2006)        |
| 63. | Generalmajor John M. Paxton mlajši       |  | (8. avgust 2006 – 22. maj 2007)           |
| 64. | Generalmajor Richard P. Mills            |  | (22. maj 2007 - september 2007) (začasno) |
| 65. | Generalmajor Thomas D. Waldhauser        |  | (september 2007 - julij 2009)             |
| 66. | Generalmajor Richard P. Mills            |  | (julij 2009 - julij 2011)                 |
| 67. | Generalmajor Ronald L. Bailey            |  | (julij 2011 - junij 2013)                 |
| 68. | Generalmajor Lawrence D. Nicholson       |  | (junij 2013 - danes)                      |

### Nosilci medalje časti
Druga svetovna vojna
- Kenneth D. Bailey
- John Basilone
- Robert E. Bush
- Lewis K. Bausell
- Anthony Casamento
- Merritt A. Edson
- John P. Fardy
- William A. Foster
- William D. Halyburton mlajši
- Dale M. Hanson
- Louis J. Hauge mlajši
- Arthur J. Jackson
- Elbert L. Kinser
- Richard E. Kraus
- John D. New
- Mitchell Paige
- Wesley Phelps
- Everett P. Pope
- Charles H. Roan
- Carlton R. Rouh
- Albert E. Schwab
- Alexander Archer Vandegrift

Korejska vojna
- Charles G. Abrell
- William E. Barber
- William B. Baugh
- Edward C. Benford
- Hector A. Cafferata mlajši
- David B. Champagne
- William R. Charette
- Stanley R. Christianson
- Henry A. Commiskey starejši
- Jack A. Davenport
- Raymond G. Davis
- Richard D. Dewart
- Duane E. Dewey
- Fernando Louis Garcia
- Edward Gomez
- Ambrosio Guillen
- Francis C. Hammond
- James E. Johnson
- John D. Kelly
- Jack W. Kelso
- Robert S. Kennemore
- John E. Kilmer
- Herbert A. Littleton
- Baldomero Lopez
- Daniel P. Matthews
- Frederick W. Mausert III.
- Alford L. McLaughlin
- Frank N. Mitchell
- Walter C. Monegan mlajši
- Whitt L. Moreland
- Raymond G. Murphy
- Reginald R. Myers
- Eugene A. Obregon
- George H. O'Brien
- Lee H. Phillips
- James L. Poynter
- George H. Ramer
- Robert D. Reem
- William E. Shuck mlajši
- Robert E. Simanek
- Carl L. Sitter
- Sherrod E. Skinner
- Archie Van Winkle
- Joseph Vittari
- Lewis G. Watkins
- Harold E. Wilson
- William G. Windrich

Vietnamska vojna
- Oscar P. Austin
- Harvey C. Barnum
- David D. Bruce
- Robert C. Burke
- Vincent R. Capodanno
- Wayne R. Caron
- Peter S. Connor
- Rodney M. Davis
- Emilio A. De La Garza mlajši
- Ralph E. Dias
- Alfredo Gonzales
- James A. Graham
- Jimmie E. Howard
- James D. Howe
- Jose F. Jiminez
- Ralph H. Johnson
- Alan J. Kellog mlajši
- Gary W. Martini
- Melvin E. Newlin
- William T. Perkins mlajši
- Lawrence D. Peters
- Jimmy W. Phipps
- Richard A. Pittman
- David R. Ray
- Larry F. Smedley
- Karl G. Taylor starejši
- Lester W. Weber
- Roy M. Wheat
- Dewayne T. Williams
- Kenneth L. Worley

Globalna vojna proti terorizmu
- Jason L. Dunham

### Drugi slavni pripadniki
- Pedro del Valle - prvi hispanski generalporočnik v zgodovini KMP ZDA
- Michael Strank, Rene Gagnon, Ira Hayes, Franklin Sousley in Harlon Block - dvignili ameriško zastavo na Ivo Jimi
- Wilbur Bestwick - prvi Sergeant Major KMP ZDA
- Paul Hackett - politik
- Lou Diamond
- Vic Snyder - politik in kongresnik ZDA
- Lemuel Cornick Shepherd mlajši - komandant Korpusa mornariške pehote Združenih držav Amerike

## Odlikovanja divizije
- predsedniška omemba enote za Guadalcanal
- predsedniška omemba enote za Peleliu in Ngesebus
- predsedniška omemba enote za otočje Palau
- predsedniška omemba enote za Okinavo